# Parti ukrainien des socialistes révolutionnaires
Le Parti ukrainien des socialistes révolutionnaires (UPSR) fut un parti politique créé au début du XXe siècle avec sa tête Mykola Kovalevsky. Ce parti collabora étroitement avec les différentes formations syndicales et paysannes d'Ukraine. 

## Personnalités liées
L'une des figures les plus importantes fut Mykhaïlo Hrouchevsky qui y adhéra en 1917. Fedir Chvets, né dans la région, député du Parti, enseignant et géologue. Hryhoriy Hrynko qui devint ministre.